# トール油
トール油（トールゆ、tall oil）は、松材を原料にクラフトパルプを作る時に副成する、樹脂と脂肪酸を主成分とする油である。外観は、暗褐色の稠密液。

## 概要
クラフト法の製紙工場では木材チップを、水酸化ナトリウム（苛性ソーダ）などの薬品を加えて煮溶かし（蒸解）、木材繊維（パルプ）を取り出す。その木材繊維を固めていたリグニン・樹脂成分と薬品が混じった液体を濃縮したものを黒液と呼ぶ。
マツ類に含まれる樹脂酸、脂肪酸類はナトリウム石けんとなって黒液中に溶出しており、濃縮過程で塩析されクリーム状の浮遊物（スキミングス）が得られる。このスキミングスを酸で分解し、遊離した油を粗トール油と呼ぶ。
粗トール油は蒸留塔を用いて蒸留することにより、トールロジン（トール油ロジン）とトール脂肪酸が精製され、それぞれ工業的に利用される。他に、ヘッドと呼ばれる揮発成分と、黒いピッチが副成する。トールロジンはアビエチン酸などの炭素数20のジテルペノイド化合物を主成分とする。トール脂肪酸はオレイン酸とリノール酸を主成分とする。
成分比は、スラッシュマツ、ヨーロッパアカマツ、バビショウなど、使用する松の種類によって異なる。

## 産地
主にアメリカ合衆国、カナダ、ロシア、中国などの製紙工場で産する。日本にも主に北米から輸入され、日本でトールロジンに精製されている。